# Cataglyphis lunaticus
Cataglyphis lunaticus är en myrart som beskrevs av Baroni Urbani 1969. Cataglyphis lunaticus ingår i släktet Cataglyphis och familjen myror. Inga underarter finns listade.